# Kazinierz Strezemie-Marszynski
Kazinierz Strezemie-Marszynski, poljski general, * 1887, † 1980.